# Ranst
Ranst és un municipi belga de la província d'Anvers a la regió de Flandes. Està compost per les seccions de Ranst, Broechem, Emblem i Oeleghem. Limita al nord amb Schilde, al nord-est amb Zoersel, a l'oest amb Wommelgem, a l'est amb Zandhoven, al sud-oest amb Boechout, al sud amb Lier i al sud-est amb Nijlen

## Evolució de la població

### Seglexix
| Any      | 1806  | 1816  | 1830  | 1846  | 1856  | 1866  | 1876  | 1880  | 1890  |
| -------- | ----- | ----- | ----- | ----- | ----- | ----- | ----- | ----- | ----- |
| Població | 1.050 | 1.244 | 1.472 | 1.383 | 1.386 | 1.389 | 1.439 | 1.505 | 1.627 |
|          |       |       |       |       |       |       |       |       |       |

### Segle XX (fins a 1976)
| Any      | 1900  | 1910  | 1920  | 1930  | 1947  | 1961  | 1970  | 1976  |  |
| -------- | ----- | ----- | ----- | ----- | ----- | ----- | ----- | ----- |  |
| Població | 1.700 | 2.013 | 2.058 | 2.342 | 2.865 | 3.657 | 3.864 | 4.342 |  |
|          |       |       |       |       |       |       |       |       |  |

### 1977 ençà
| Any       | 1977   | 1980   | 1985   | 1990   | 1995   | 2000   | 2005   | 2006   |
| --------- | ------ | ------ | ------ | ------ | ------ | ------ | ------ | ------ |
| Població  | 13.543 | 13.868 | 14.582 | 15.874 | 16.982 | 17.575 | 17.725 | 17.821 |
| Font: NIS |        |        |        |        |        |        |        |        |

## Agermanament
- Herbstein